# Molain (Aisne)
Molain település Franciaországban, Aisne megyében. Lakosainak száma 160 fő (2022. január 1.). Molain Saint-Martin-Rivière, La Vallée-Mulâtre, Vaux-Andigny, Busigny és Saint-Souplet községekkel határos.

## Népesség
A település népességének változása:
| Lakosok száma | 188  | 168  | 156  | 152  | 149  | 152  | 152  | 156  | 158  | 160  |
|               | 1968 | 1982 | 1990 | 2006 | 2013 | 2015 | 2017 | 2019 | 2020 | 2022 |